# Hatano Kanji

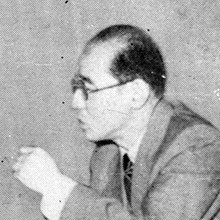
Hatano Kanji

Hatano Kanji  (japanisch 波多野 完治; geboren 7. Februar 1905 in Tokio; gestorben 23. Mai 2001) war ein japanischer Psychologe.

## Leben und Wirken
Hatano Kanji wurde als ältester Sohn des Besitzers des Antiquariats „Shōiwa Matsudŏ“ (商巌松堂) im Bezirk Kanda von Tokio geboren. 1928 machte er seinen Studienabschluss an der Universität Tokio im Fach Psychologie. Er beteiligte sich vor dem Zweiten Weltkrieg an der Bewegung zur freien Erziehungswissenschaft. Nachdem er als Professor an der Hōsei-Universität gearbeitet hatte, wurde er 1947 Professor an der „Tokyo Women’s High School“ (heute Ochanomizu-Frauenuniversität) und 1969 Präsident. 1971 ging er in den Ruhestand.
Neben der Einführung französischer Psychologie wie die des Schweizer Psychologen Jean Piaget und des Franzosen Henri Wallon (1879–1962), war Hatano weithin in den Bereichen lebenslanges Lernen, Textpsychologie und audiovisuelle Bildungstheorie tätig. 1957 wurde er der erste Präsident der „Japanisch-Französischen Gesellschaft für Bildung“ (日仏教育学会, Nichifu kyōiku gakkai), und zwar acht Jahre lang. 1990 wurde er Präsident der neu gegründeten „Univers Foundation“.
Außerdem gründete Hatano mit seiner Frau Tsukiko (勤子), einer Kinderpsychologin, die „Hatano Family School“ (波多野ファミリースクール). Die beiden setzten sich damit für die Bildung von Töchtern von Familien, die vom Auslandsaufenthalt zurückgekehrt waren, und ganz allgemein für lebenslanges Lernen ein. 1951 trat Hatano in der juristischen Auseinandersetzung in Japan zu „Lady Chatterleys Liebhaber“ als einer der Zeugen der Verteidigung auf und verneinte Obszönität auf textpsychologischer Basis. In seinen späteren Jahren griff er das Thema Alter und Sexualität auf, das in Japan als Tabu galt, und publizierte 1993 „Warere rō yu yueni warere ari“ (吾れ老ゆ故に吾れ在り) – „Ich bin alt, aber ich bin“ und 1995 „Sei koso warerenari“ (性こそ吾れなり) – „Gerade mein Geschlecht gehört mir“. 1997, im Alter von 92 Jahren, veröffentlichte er seine Haiku-Sammlung „Oi no ubugoe“ (老いのうぶ声) – etwa „Naive Stimme eines Alten“.
Zu Hatanos wichtigen Übersetzungen gehören „Piaget“, „Kodomo no hattatsu shinri“ (子どもの発達心理) – „Psychologie der kindlichen Entwicklung“, „Bunshō shinri-gaku taikei“ (文章心理学大系) – „System der Satzpsychologie“, 6 Bände, und „Hatano Kanji zenshū“ (波多野完治全集) – die Gesamtausgabe Hatanos Schriften, 12 Bände. 
1958 wurde Hatano mit dem 9. „NHK-Kulturpreis“ (NHK放送文化賞, NHK Hōsō bunkashō) und 1975 mit dem Orden der Aufgehenden Sonne 2. Klasse ausgezeichnet. 1978 wurde er Ehrenmitglied der „Japanese Psychological Association“ (日本心理学会, Nihon shinri gakkai), 1985 Ehrenmitglied der „Japanese Association of Educational Psychology“ (日本教育心理学会, Nihon kyōiku shinri gakkai).